# Associés de Boston

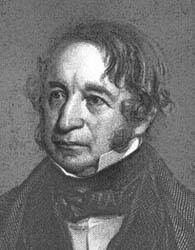
Nathan Appleton

Les Associés de Boston constituent un groupe d'investisseurs riches et puissants de la ville de Boston au début du XIXe siècle, dont la puissance a été décrite par l'historienne Vera Shlakmen.
Le groupe comprenait le sénateur James Lloyd, l'industriel Francis Cabot Lowell, Nathan Appleton, Patrick Tracy Jackson, Abbott Lawrence, Amos Lawrence, Christopher Gore, John Gore, Israel Thorndike (en), Uriah Cotting et l'élu fédéraliste Harrison Gray Otis. Plusieurs d'entre eux avaient des liens familiaux, par le biais de mariages. Au milieu du XIXe siècle, ils contrôlaient 40 % du capital des banques de Boston, 40 % de celui des assurances dans le Massachusetts, 30 % des chemins de fer du Massachusetts.

## Histoire
En 1802, Uriah Cotting, Francis Cabot Lowell et Harrison Gray Otis créent à Boston l'India Wharf et ses entrepôts, pour en faire le premier port de commerce américain avec l'Orient. Ils fondent ensuite l'axe commercial de Broad Street, pour développer le commerce de détail.
Le 23 février 1813, Francis Cabot Lowell créé l'entreprise Boston Manufacturing Company et en septembre 1813 les actions sont souscrites par certains des associés de Boston, qui lui reprennent le site de Waltham (Massachusetts), près de la rivière Charles. Neuf usines de coton ouvrent, plus que n'en avait jamais compté toute la Nouvelle-Angleterre. En mai 1817, la société emploie 125 personnes et vend des machines textiles plus que du textile. Le chiffre d'affaires atteint 34 000 dollars, dix fois plus que trois ans avant, et elle verse un dividende de 17 %. Dix ans plus tard, c'est dix fois plus, soit 344 000 dollars. Son chiffre d'affaires à ainsi centuplé en treize ans, permettant un puissant autofinancement.
En 1817 aussi, l'année du décès de Francis Cabot Lowell, la Boston Manufacturing Company émet des actions sur la structure informelle qui deviendra la Bourse de Boston et la totalité des actions sont achetées par 12 personnes, principalement des « Associés de Boston ». Cent actions de 1 000 dollars sont émises. Francis Cabot Lowell en achète 35 et ses deux frères quinze, ce qui leur donne la moitié du capital. Israel Thorndike et son fils prennent 20 % du capital, Nathan Appleton 10 %, cinq personnes contrôlant à elles seules 80 % de la société. Selon l'historien  Alfred Chandler, le capital de l'entreprise n'est cependant pas vraiment accessible au public, ce qui fait que les « Associés de Boston » ne sont pas vraiment un groupe capitaliste.
Les « Associés de Boston » ont contribué à la croissance du textile en vendant des machines textiles au moment où ce secteur décolle. Leur chiffre d'affaires quadruple dans ce secteur en 1818, à plus de 28 000 dollars. C'est l'année qui suit leur entrée en Bourse. Le Massachusetts n'était que troisième état producteur de textile des États-Unis en 1820, derrière celui de New York et loin derrière le Rhode Island. Six ans plus tard, il est le premier, avec 135 usines, 25 de plus que le Rhode Island. L'entreprise Boston Manufacturing Company, a également vu ses revenus tirés des licences, et a vu ses ventes décupler dans les cinq années suivant 1817.
Les infrastructures sont prises en compte. Pour doubler le canal du Middlesex, ouvert en 1804 et qui relie Concord (New Hampshire) à Boston, dans le Massachusetts, les associés de Boston lancent le Boston and Lowell railroad, qui ouvre en 1835. 
En 1845, il y avait 31 sociétés textiles dans un secteur situé entre le Massachusetts (New Hampshire) et le Sud du Maine et elles produisaient un cinquième du textile des États-Unis. En 1874, le textile du Massachusetts a 194 usines et 3,7 millions de broches contre 155 usines et 1,3 million pour le Rhode Island.
Cette expansion se fait sur fond de concurrence, qui entraîne une érosion des prix de vente, quasiment divisés par deux entre 1830 et 1849, et des marges bénéficiaires, les dividendes versés par les sociétés du groupe cotées à la Bourse de Boston, passant d'une moyenne de 11,4 % avant 1836, à une moyenne de 6 % sur la période 1837-1849. La forte croissance du secteur textile fait qu'ils n'en contrôlent plus que 20 % au bout de trente ans, tandis que leurs bénéfices réinvestis dans la banque et l'assurance leur permettent de contrôler ces deux secteurs encore plus étroitement.